# آیزاک براک
آیزاک براک (انگلیسی: Isaac Brock; ۶ اکتبر ۱۷۶۹ – ۱۳ اکتبر ۱۸۱۲) سیاست‌مدار اهل پادشاهی متحد بریتانیای کبیر و ایرلند بود. وی همچنین برندهٔ جوایزی همچون نشان حمام شده‌است.